# 殷祖恩
殷祖恩（？年—？年），字伯成 ，江蘇省蘇州府常熟縣人(或昭文縣)，畢業於美國賓夕凡尼亞大學商科 ，宣統三年商科進士。

## 生平
- 北洋大學本科生由校資送出國學習[2]。
- 宣統三年九月庚午驗看學部考驗遊學畢業生。得旨：周家彥、鍾賡言、嚴鶴齡、蔡序東、馬泰鈞、羅文幹、潘敬、潘灝芬、丁榕、王汝圻、郭則壽、張履鼇、黃雲鵬、孫觀圻、張祥麟、趙天麟、朱大鏞、莫永貞、張瑋均著賞給法政科進士。周詒春著賞給交科進士。沙世傑著賞給醫科進士。彭世芳、丁文江、章鴻釗均著賞給格致科進士。陶昌善、朱繼承均著賞給農科進士。王弻、胡仁源、華南圭、陳同壽、謝學瀛、張保熙、王壽祺、馬泰徵、裴鏷、沈成栻、張允耀、余主父、王勛卿、陳汝湘、周德鴻、童世亨、張景煒、李四光、鄒德謹、吳宗濬、王明照、王家鸞均著賞給工科進士。王廷璋、楊錦森、殷祖恩、周典、印煥門、謝剛克、周砥、潘承業、劉輔宣均著賞給商科進士。
- 宣統三年十月八日，署理中國銀行總務科長[3]。
- 國立北京大學教員[4]。